# Michael Chaplin
Pour les articles homonymes, voir Chaplin (homonymie) et Famille Chaplin.
Michael John Chaplin (7 mars 1946 à Santa Monica) est le fils aîné de Charlie Chaplin et Oona O'Neill.
Enfant, il est apparu dans les films de son père Les Feux de la rampe (1952) et Un roi à New York (1957) .
Il est père de cinq enfants : deux fils Tracy, George et trois filles : Carmen, comédienne, Dolorès, comédienne, et Kathleen (Paris 20e, 28 décembre 1975), autrice et chanteuse.